# Данута Кейстутівна
Данута Кейстутівна (у хрещенні — Анна; близько 1358 — 25 травня 1448) — литовська княжна, дочка князя Кейстута, дружина мазовецького князя Януша. Про її життя відомо вкрай мало.

## Біографія
Історичні джерела не містять згадки про те, коли народилася Данута і коли вона була видана за Януша Мазовецького. Згідно з польським хроністом Яном з Чарнкова, в 1382 році шлюб вже відбувся. Теодор Нарбут, а за ним і Юзеф Вольф датували цю подію 1380 роком, причому перший вважав, що шлюб був бездітним. Ця дата зустрічається і в пізнішій історіографії, наприклад, її прийняв Фелікс Кінцевий. Під час переговорів з Тевтонським орденом у 1379 році Кейстут називав комтура Оструде Гюнтера Гоенштайна хрещеним батьком Данути. Це означає, що на той час вона вже була хрещена і вступила в шлюб.
Оскар Бальцер підійшов до проблеми датування її одруження більш критично, визначивши, що воно було укладено не пізніше 27 вересня 1376 року, оскільки цим днем датований документ про будівництво лазні в Варшаві, в реєстрі якого згадується дружина Януша. На підставі гіпотези, згідно з якою дочка Януша і Данути була видана за молдавського господаря Петра, а також папської булли, Ян Тенговський датував шлюб 1373 роком. Януш Грабовський датував цю подію періодом між 23 листопада 1371 року і 1373 роком. Таким чином, з огляду на дату шлюбу, передбачається, що Данута народилася близько 1358 року. Шлюбу передувало хрещення литовської принцеси, її хрещеним батьком був німецький хрестоносець Гюнтер фон Гогенштайн. Вона, ймовірно, була охрещена під час перебування в Литві. Подружжя Януша I та Данути Анни оцінюється в історії Польщі як найдовший шлюб династії П'ястів.
У 1382 році, під час громадянської війни у Великому князівстві Литовському, Вітовту вдалося втекти з ув'язнення в Кревському замку. Після втечі він попросив притулку і допомоги у війні з Ягайло у своєї сестри Данути і її чоловіка. Не отримавши допомоги, Вітовт був змушений звернутися до Тевтонського ордену.
У 1440 році, після вбивства брата Данути великого князя литовського Сигізмунда, в землях Данути, ймовірно, знайшов притулок син покійного Михайлушка. У той час Данута була вдовою, Януш помер в 1429 році. 
Вважається, що Данута померла 25 травня 1448 року. Похована в Варці, яка згоріла в 1650 році. У 1859 р.її останки були передані Францисканській церкві Варки. Мала трьох або чотирьох дітей:
- Невідома на ім'я дочка (можливо, Ольга; між 1373 і 1376 — після 1401) — в 1388 році видана за молдавського господаря Петра I Мушата. Після його смерті дружина Вільча (?);
- Януш (до 1383—1422);
- Болеслав (до 1386 — між 1420 і 1425);
- Конрад (до 1400 — до 1429).

## Образ в кіно
- «Хрестоносці» / «Krzyzacy» (Польща ; 1960) режисер Олександр Форд, в ролі княгині Анни Данути — Люцина Вінницька.